# 江里夏
江里夏（えりか、本名非公開、1989年6月21日 - ）は、日本の女性声優、女性シンガー。神奈川県出身。クレール所属。

## 来歴
小学校低学年ぐらいの頃で人間関係で悩んでおり、落ちたり上がったりを繰り返しだった。その時にアニメを見て元気をもらったため、その後は毎日発声したり、走りに行ったり、鍛えていた。
声優になるきっかけは人生の落ち目に来てグダグダ悩んでばかりおり、10歳で決断。小学生の頃から公開オーディションを受けたり、養成所に行ったり色々動いていた。
養成所も、その時は通信講座しか入れなかったため、通信をしばらく続けて中学生になってから養成所に入所し、2年間通っていた。しかし「このままここにいたら売れないな」と思い、辞めた。
中学、高校生時代に色々な事務所を受けていたりしていたところ、「とある事務所でボイスサンプルを録ってもらえる」と聞いて、録ってもらい、「営業に行こう」と思った。
CHK声優センター出身。
デビュー作は『アニマル横町』の主役、あみ役。当時は録ってもらいに行っていたところ、その日のうちに事務所の社長に、声優雑誌の編集者のところに連れていかれ、「この子うちに入るから」と言われた。その1週間後くらいに「面白いオーディションがあるよ」と言われて連れてかれて受けたという。
Webラジオ番組の「G.S.Station DASH!」にて、浅倉杏美とユニット「MEA:*」（メアコロン）を組んでいる。
2008年4月をもってホーリーピークを退所、フリーを経た後、2009年4月10日付けでケンユウオフィスに所属していたが、再びフリーとなる。2023年10月、クレールへの所属が発表された。

## 人物
主にローティーンの少女キャラを演じる。
趣味は映画、音楽鑑賞、読書、ハープ、釣り。特技はエレクトーン、ゴルフ。
平野綾は同じ中学校出身で先輩に当たる。
兄が一人いる。

## 出演
太字はメインキャラクター。

### テレビアニメ
2005年
- アニマル横町（松崎亜美〈あみ〉）
- はっぴぃセブン 〜ざ・テレビまんが〜（少年、友人、患者、客、村人　他）

2006年
- 彩雲国物語（桃華）
- となグラ!（大河内望巳）
- ヤマトナデシコ七変化♥（きくのいたまお / お嬢様、ロクサーヌ、ウェイトレス 他）

2007年
- Saint October（エスメラルダ）
- ひぐらしのなく頃に解（菊子）

2008年
- チーズスイートホーム（女の子、子供2）

2009年
- エレメントハンター（エイミー・カー（少女時代））
- ジュエルペット（2009年 - 2015年、チターナ） - 6シリーズ
- しゅごキャラ!!!どっきどき（柊りっか）
- 夢色パティシエール（三原りえ、安堂百絵）

2010年
- ソ・ラ・ノ・ヲ・ト（ユウコ）
- テガミバチ（アベリ、メイドA） - 2シリーズ
- FAIRY TAIL（魔導士）

2011年
- はなかっぱ（ピーヨン、ヘビ、毛虫のKちゃん）

2021年
- 届け!FM83〇!マンデーナイトシンフォニー!S（ミオ）

### OVA
- いつだってMyサンタ!（2005年、園児A）
- 姫ギャル♥パラダイス（2011年、まるぽよ）※ちゃお 2011年2月号付録

### Webアニメ
- いくぜっ! 源さん（2008年、桐島アガリ、宮ちゃん、金のネコ（ニセモノ）、まといちゃん）

### ゲーム
2005年
- アニマル横町 〜どき☆どき 救出大作戦!の巻〜（あみ）

2006年
- アニマル横町 〜どき☆どき 進級試験!の巻〜（あみ）

2010年
- 赤い刀（真田鈴蘭）

2011年
- 赤い刀 真（真田鈴蘭）

2012年
- スタプラ!（春野十萌）

2013年
- リング☆ドリーム 女子プロレス大戦（中江 いんこ、ラヴ・オニキス）

### 吹き替え
- スパイアニマル・Gフォース
- ぼくチロ!（チヨ）

### ラジオ
- G.S.Station（パーソナリティ） - Webラジオ
- えりラジ[17][18] - 市川うららFM

### テレビ
- 新・天使のVOICE #13（エンタ!371 2008年10月19日）

### CD
- アニマル横町関連（あみ）
  - 飛んでもNothing 〜どき☆どき アニマル横町のうたの巻〜 - アニメ『アニマル横町』オープニング、あみ with イヨ・ケンタ・イッサ名義
  - アニマル横町バラエティアルバム1 〜どき☆どき バスツアーの巻〜
  - アニマル横町バラエティアルバム2 〜どき☆どき 無人島の巻〜
  - アニマル横町バラエティアルバム3 〜どき☆どき DJの巻〜
  - アニマル横町バラエティアルバム4 〜どき☆どき 45分間世界一周の巻〜
  - アニマル横町アルバム 〜どき☆どき ボーカルベストの巻〜